# غولف مصغر
غولف مصغر هو نوع من رياضة  الغولف حيث يعين على اللاعبين وضع الكرة في الحفر بأقل عدد من المحاولات.على عكس الغولف، يتم لعب الغولف المصغر في ملعب أقصر بكثير، حيث يبلغ عرض كل حفرة حوالي متر واحد وطولها من 3 إلى 15 مترًا مع وجود عدة عوائق.يعود أقدم وثيقة تحدثت عن هذا الرياصة إلى 8 يونيو 1912 عندما ذكرت في مجلة أخبار لندن المصورة.